# Cabaret Voltaire (zenekar)
A Cabaret Voltaire egy experimental zenét játszó zenekar Sheffield-ből. 1973-ban alakultak meg. 1994-ben feloszlottak, de 2014 óta újból aktív az együttes. Az indusztriális, post-punk, EBM, elektronikus zene, avant-funk, acid house műfajokban játszanak. Nevüket egy svájci szórakozóhelyről kapták.

## Tagok
- Jelenlegi tagjai: Richard H. Kirk.
- Volt tagok: Stephen Mallinder és Chris Watson.

## Diszkográfia
- Mix-Up (1979)
- The Voice of America (1994)
- Red Mecca (1981)
- 2x45 (1982)
- The Crackdown (1983)
- Johnny Yesno (soundtrack album, 1983)
- Micro-Phonies (1984)
- The Coventant, the Sword and the Arm of Love (1985)
- C O D E (1987)
- Groovy, Laidback and Nasty (1990)
- Body and Soul (1991)
- Plasticity (1992)
- International Language (1993)
- The Conversation (1994)